# Lepidogalaxias salamandroides
Lepidogalaxias salamandroides là một loài cá nhỏ ở Tây Australia. Nó là loài duy nhất của chi Lepidogalaxias và họ Lepidogalaxiidae. Mặc dù nó không phải là cá phổi, nhưng trông giống như cá phổi ở một vài điểm, bao gồm cả khả năng sống qua mùa khô hạn bằng cách đào hang vào trong cát.

## Tên gọi
Các tên gọi phổ biến trong tiếng Anh bao gồm mud minnow (cá tuế bùn), long-finned galaxias (galaxias vây dài),, scaled galaxias (galaxias có vảy) hay dwarf pencilfish (cá bút chì lùn), tuy nhiên mud minnow thường được dùng trong tiếng Anh để chỉ loài Galaxiella munda.
Các tên gọi khác cho L. salamandroides còn có salamanderfish of Western Australia (cá kỳ giông Tây Úc), West Australian salamanderfish (cá kỳ giông Tây Úc), salamander fish (cá kỳ giông), salmanderfish (cá kỳ giông) và Shannon mudminnow (cá tuế bùn Shannon).

## Đặc điểm
Lepidogalaxias salamandroides là cá nhỏ có thể dài tới 7 cm, mặc dù kích thước phổ biến chỉ khoảng 4 cm. Loài này có thân mảnh dẻ, thuôn dài hình ống. Màu lục nâu ở phần trên và ánh bạc với các đốm sẫm màu ở hông, rất nhạt màu ở bụng, và các màng vây trong suốt hay trong mờ. Mắt ánh đỏ, cố định, nhưng nó có thể xoay cổ theo góc tới 90 độ.

## Phân bố
Loài cá này có sự phân bố hạn chế trong các vùng nước chua tại bãi bùn vùng đất thạch nam miền đất phẳng ở tây nam Australia, giữa sông Blackwood và sông Kent. Phạm vi này trải ngang vùng đất khoảng 180 km, và nó là phổ biến trong khu vực Northcliffe. Môi trường sống của nó là các vùng nước bán vĩnh cửu, các vũng nước nhỏ và các sông suối nhỏ chứa nhiều tanin và chua (pH = 3,0-4,5). Chúng chịu được sự thay đổi nhiệt độ của nước trong khoảng từ 17 tới 26 độ C, trong các vũng nước không sâu hơn 0,1 m. Loài cá này sống ở đáy, bơi bằng cách sử dụng các vây chậu thuôn dài và vây đuôi tròn. Các ao hồ nhỏ có thể chứa quần thể khoảng 150 con, nói chung không rộng hơn 600 mét vuông, và bay hơi cạn trong mùa khô. Nó cũng là bất thường vì khả năng sống vượt qua sự khô hạn bằng cách rúc vào hang hốc hình quả lê do chúng đào trong cát, một quá trình ngủ hè, khi vùng nước nó sống bị khô hạn định kỳ. Mùa sinh sản trùng với mùa mưa, từ tháng 5 tới tháng 8.

## Phân loại và phát sinh chủng loài
Loài này được Gerlof Fokko Mees miêu tả lần đầu năm 1961. Tác giả cho rằng nó thuộc họ Galaxiidae, nhưng mối quan hệ với các loài trong họ đó bị nghi vấn và thách thức. Lepidogalaxias salamandroides sau đó được đặt trong bộ Osmeriformes, thuộc chi đơn loài Lepidogalaxias và họ đơn loài Lepidogalaxiidae vào năm 1991. Vị trí này cũng bị thách thức, nhưng duy trì cho tới gần đây. Đôi khi nó cùng họ Galaxiidae được xếp trong bộ Salmoniformes.
Gần đây hơn, vị trí của Lepidogalaxias nằm ở gốc của Euteleostei và làm cho họ Galaxiidae trở thành không đơn ngành cũng đã được đề xuất trong một số nghiên cứu giai đoạn 2010-2012 và được hỗ trợ trong nghiên cứu của Betancur và ctv (2013).
Phát sinh chủng loài của Lepidogalaxias salamandroides theo Li và ctv (2010), Betancur và ctv (2013):

|  | Galaxiiformes                                                 |
|  |                                                               |
|  | \| \| Esociformes \| \| \| \| \| \| Salmoniformes \| \| \| \| |
|  |                                                               |
|  | Esociformes                                                   |
|  |                                                               |
|  | Salmoniformes                                                 |
|  |                                                               |

|  | Esociformes   |
|  |               |
|  | Salmoniformes |
|  |               |

|  | Galaxiiformes                                                 |
|  |                                                               |
|  | \| \| Esociformes \| \| \| \| \| \| Salmoniformes \| \| \| \| |
|  |                                                               |
|  | Esociformes                                                   |
|  |                                                               |
|  | Salmoniformes                                                 |
|  |                                                               |

|  | Esociformes   |
|  |               |
|  | Salmoniformes |
|  |               |

|  | Osmeriformes |
|  |              |
|  | Stomiiformes |
|  |              |

|  | Galaxiiformes                                                 |
|  |                                                               |
|  | \| \| Esociformes \| \| \| \| \| \| Salmoniformes \| \| \| \| |
|  |                                                               |
|  | Esociformes                                                   |
|  |                                                               |
|  | Salmoniformes                                                 |
|  |                                                               |

|  | Esociformes   |
|  |               |
|  | Salmoniformes |
|  |               |

|  | Galaxiiformes                                                 |
|  |                                                               |
|  | \| \| Esociformes \| \| \| \| \| \| Salmoniformes \| \| \| \| |
|  |                                                               |
|  | Esociformes                                                   |
|  |                                                               |
|  | Salmoniformes                                                 |
|  |                                                               |

|  | Esociformes   |
|  |               |
|  | Salmoniformes |
|  |               |

|  | Osmeriformes |
|  |              |
|  | Stomiiformes |
|  |              |

|  | Galaxiiformes                                                 |
|  |                                                               |
|  | \| \| Esociformes \| \| \| \| \| \| Salmoniformes \| \| \| \| |
|  |                                                               |
|  | Esociformes                                                   |
|  |                                                               |
|  | Salmoniformes                                                 |
|  |                                                               |

|  | Esociformes   |
|  |               |
|  | Salmoniformes |
|  |               |

|  | Galaxiiformes                                                 |
|  |                                                               |
|  | \| \| Esociformes \| \| \| \| \| \| Salmoniformes \| \| \| \| |
|  |                                                               |
|  | Esociformes                                                   |
|  |                                                               |
|  | Salmoniformes                                                 |
|  |                                                               |

|  | Esociformes   |
|  |               |
|  | Salmoniformes |
|  |               |

|  | Osmeriformes |
|  |              |
|  | Stomiiformes |
|  |              |

|  | Galaxiiformes                                                 |
|  |                                                               |
|  | \| \| Esociformes \| \| \| \| \| \| Salmoniformes \| \| \| \| |
|  |                                                               |
|  | Esociformes                                                   |
|  |                                                               |
|  | Salmoniformes                                                 |
|  |                                                               |

|  | Esociformes   |
|  |               |
|  | Salmoniformes |
|  |               |

|  | Galaxiiformes                                                 |
|  |                                                               |
|  | \| \| Esociformes \| \| \| \| \| \| Salmoniformes \| \| \| \| |
|  |                                                               |
|  | Esociformes                                                   |
|  |                                                               |
|  | Salmoniformes                                                 |
|  |                                                               |

|  | Esociformes   |
|  |               |
|  | Salmoniformes |
|  |               |

|  | Osmeriformes |
|  |              |
|  | Stomiiformes |
|  |              |

|  | Galaxiiformes                                                 |
|  |                                                               |
|  | \| \| Esociformes \| \| \| \| \| \| Salmoniformes \| \| \| \| |
|  |                                                               |
|  | Esociformes                                                   |
|  |                                                               |
|  | Salmoniformes                                                 |
|  |                                                               |

|  | Esociformes   |
|  |               |
|  | Salmoniformes |
|  |               |

|  | Galaxiiformes                                                 |
|  |                                                               |
|  | \| \| Esociformes \| \| \| \| \| \| Salmoniformes \| \| \| \| |
|  |                                                               |
|  | Esociformes                                                   |
|  |                                                               |
|  | Salmoniformes                                                 |
|  |                                                               |

|  | Esociformes   |
|  |               |
|  | Salmoniformes |
|  |               |

|  | Osmeriformes |
|  |              |
|  | Stomiiformes |
|  |              |

|  | Galaxiiformes                                                 |
|  |                                                               |
|  | \| \| Esociformes \| \| \| \| \| \| Salmoniformes \| \| \| \| |
|  |                                                               |
|  | Esociformes                                                   |
|  |                                                               |
|  | Salmoniformes                                                 |
|  |                                                               |

|  | Esociformes   |
|  |               |
|  | Salmoniformes |
|  |               |

|  | Galaxiiformes                                                 |
|  |                                                               |
|  | \| \| Esociformes \| \| \| \| \| \| Salmoniformes \| \| \| \| |
|  |                                                               |
|  | Esociformes                                                   |
|  |                                                               |
|  | Salmoniformes                                                 |
|  |                                                               |

|  | Esociformes   |
|  |               |
|  | Salmoniformes |
|  |               |

|  | Osmeriformes |
|  |              |
|  | Stomiiformes |
|  |              |

|  | Galaxiiformes                                                 |
|  |                                                               |
|  | \| \| Esociformes \| \| \| \| \| \| Salmoniformes \| \| \| \| |
|  |                                                               |
|  | Esociformes                                                   |
|  |                                                               |
|  | Salmoniformes                                                 |
|  |                                                               |

|  | Esociformes   |
|  |               |
|  | Salmoniformes |
|  |               |

|  | Galaxiiformes                                                 |
|  |                                                               |
|  | \| \| Esociformes \| \| \| \| \| \| Salmoniformes \| \| \| \| |
|  |                                                               |
|  | Esociformes                                                   |
|  |                                                               |
|  | Salmoniformes                                                 |
|  |                                                               |

|  | Esociformes   |
|  |               |
|  | Salmoniformes |
|  |               |

|  | Osmeriformes |
|  |              |
|  | Stomiiformes |
|  |              |

|  | Galaxiiformes                                                 |
|  |                                                               |
|  | \| \| Esociformes \| \| \| \| \| \| Salmoniformes \| \| \| \| |
|  |                                                               |
|  | Esociformes                                                   |
|  |                                                               |
|  | Salmoniformes                                                 |
|  |                                                               |

|  | Esociformes   |
|  |               |
|  | Salmoniformes |
|  |               |

|  | Galaxiiformes                                                 |
|  |                                                               |
|  | \| \| Esociformes \| \| \| \| \| \| Salmoniformes \| \| \| \| |
|  |                                                               |
|  | Esociformes                                                   |
|  |                                                               |
|  | Salmoniformes                                                 |
|  |                                                               |

|  | Esociformes   |
|  |               |
|  | Salmoniformes |
|  |               |

|  | Osmeriformes |
|  |              |
|  | Stomiiformes |
|  |              |